# Mimumesa
Mimumesa is een geslacht van vliesvleugelige insecten van de familie van de graafwespen (Crabronidae).

## Soorten
- M. atratina (F. Morawitz, 1891)
- M. beaumonti (van Lith, 1949)
- M. dahlbomi (Wesmael, 1852)
- M. littoralis (Bondroit, 1934)
- M. sibiricina R. Bohart, 1976
- M. spooneri (Richards, 1948)
- M. unicolor (Vander Linden, 1829)
- M. wuestneii (Faester, 1951)